# Trybunał inkwizycji w Fermo
Trybunał inkwizycji w Fermo – sąd inkwizycyjny z siedzibą w Fermo w Państwie Kościelnym, należący do struktur inkwizycji rzymskiej. Działał w latach 1631–1860 (z przerwą 1808–1824) i był kierowany przez dominikanów.

## Historia
Diecezja (od 1589 archidiecezja) Fermo w XVI wieku należała do prowincji Marchii Ankońskiej i podlegała jurysdykcji trybunału inkwizycji z Ankony. W 1585 papież Sykstus V podjął pierwszą próbę utworzenia dla niej niezależnego trybunału inkwizycyjnego, jednak wówczas projekt ten nie został zrealizowany. Powrócono do niego w 1630, jako sposobu na przerwanie ciągłych konfliktów między arcybiskupem Giovannim Battistą Rinuccinim a inkwizytorem Ankony i jego wikariuszami. Nowy trybunał został utworzony w 1631, a pierwszym inkwizytorem został mianowany Giovanni Maria Fiorini, który zmarł jednak przed objęciem urzędu. Właściwym organizatorem trybunału został jego następca Michele Castellazzo dal Bosco.
Działalność trybunału w Fermo pozostaje mało znana. W XVIII wieku zaliczany on był w zakonie dominikańskim do trybunałów drugiej (pośredniej) klasy. 
W wyniku inwazji napoleońskiej Francji na Państwo Kościelne w 1808 trybunał w Fermo na kilkanaście lat uległ faktycznej likwidacji. Inkwizytor Giuseppe Vincenzo Bussi został wygnany, a konwent dominikanów w Fermo został rozwiązany na mocy dekretu Napoleona jako króla Włoch z 25 kwietnia 1810. Jednak po odnowieniu Państwa Kościelnego (1815) działalność inkwizycji w Fermo została wznowiona w grudniu 1824 i trwała aż do aneksji Marchii Ankońskiej przez Królestwo Sardynii w 1860. Władze sardyńskie zniosły inkwizycję w tej prowincji na mocy dekretu z 27 września 1860.

## Organizacja
Siedzibą inkwizycji był konwent S. Domenico w Fermo. Na czele trybunału stał zawsze inkwizytor wywodzący się z lombardzkiej prowincji zakonu dominikanów. Jego jurysdykcji podlegały diecezje Fermo, Montalto, S. Severino Marche i Ripatransone. Obszar ten podzielony był na 28 wikariatów: Amandola, Castignano, Civitanova, Comunanza, Falerone, Grottammare, Gualdo di Fermo, Lapedona, Mogliano, Montalto, Montegiorgio, Montefiore, Monte dell’Olmo (Corridonia), Montottone, Monterubbiano, Monte San Giusto, Monte Santo (Potenza Picena), Morrovalle, Palmiano, Penna San Giovanni, Petritoli, Porto di Fermo, Rapagnano, Ripatransone, San Severino, Sant’Elpidio, Servigliano, Santa Vittoria in Matenano.

## Archiwum
Archiwum trybunału w Fermo prawdopodobnie zostało w większej części zniszczone w XIX wieku. Obecnie w archiwum archidiecezjalnym w Fermo przechowywany jest niewielki zbiór dokumentacji tego trybunału (dziewięć tomów), jednak nie jest on udostępniany historykom i nie wiadomo, jaka jest jego zawartość.

## Inkwizytorzy Fermo
- - Giovanni Maria Fiorini OP (1631), nie objął urzędu
- Michele Castellazzo dal Bosco OP (1631–1632)
- Stefano Boido dal Castellaccio OP (1632–1640)
- Domenico Aresi da Milano OP (1640–1645)
- Antonio Merlini da Forlì OP (1645–1647)
- Giovanni Maria Fagnani da Milano OP (1647–1650)
- Giovanni Battista Bianchi da Como OP (1650–1657)
- Paolino Rivetta da Moncalvo OP (1657–1658)
- Vincenzo Maria Vannini da Montesanto OP (1658–1659)
- Agostino Recuperati da Brisighella OP (1659–1662)
- Ludovico Pezzani OP (1662–1663)
- Pietro Martire Bonacci da Raggiato OP (1663–1667)
- Tommaso Menghini da Albacina OP (1667–1670)
- Serafino Leoni da Faenza OP (1670–1695)
- Giovan Battista Sambaldo da Savona OP (1695–1696)
- Vincenzo Ubaldini da Fano OP (1696–1698)
- Giovanni Francesco Orselli da Forlì OP (1698–1701)
- Vincenzo Maria Ferrero da Nizza OP (1701–1705)
- Giuseppe Maria Berti da Dulcedo OP (1705–1708)
- Giovanni Crisostomo Ferrari da Sarzana OP (1708–1709)
- Giacinto Pio Tabaglio da Piacenza OP (1709–1711)
- Ermete Giacinto Visconti da Milano OP (1711–1714)
- Andrea Reale da Forlì OP (1714–1717)
- Domingo Pérez OP (1717–1719)
- Consalvo Pio Corradi da Ascoli OP (1719–1721)
- Gioacchino Maria Mazzani OP (1721–1722)
- Giovanni Agostino Ricci da Savona OP (1722–1724)
- Raimondo Sampaolo da Roma OP (1724–1728)
- Umberto Maria Viali da Taggia OP (1728–1738)
- Girolamo Giacinto Maria Medolago da Bergamo OP (1738–1739)[1]
- Alessandro Origoni OP (1739–1743)[2]
- Bonaventura Maria Grossi da Savona OP (1743-1753)
- Marcolino Squarcioni OP (1753-1762)
- Pier Antonio Bossi da Pietra OP (1762-1765)
- Carlo Giacinto Angeli da Trento OP (1765-1773)
- Francesco Vincenzo Ciacchi da Pesaro OP (1773-1778)
- Pietro Martire Rossi da Cremona OP (1778-1788)
- Tommaso Francesco Roncalli da Verona OP (1788-1789)
- Vincenzo Maria Masetti OP (1789-1796)
- Giuseppe Scotti da Savona OP (1796-1798?)
- Stefano del Monte da Imola OP (1801–1804)
- Giuseppe Vincenzo Bussi OP (1804–1808)
- Federico Buzzi OP (1824–ok. 1832)
- Angelo Domenico Ancarani (ok. 1832-1838)
- Filippo Bertolotti OP (1838-1841)
- Tommaso Vincenzo Airaldi OP (1841-1850)
- Ferdinando Babini OP (1850-1852)
- Pio Sebastiano Pallavicino OP (1852–1858)
- Giacinto Agnesi OP (1858-1859)
- Vincenzo De Maria OP (1859-1860)